# Kazuki Kuranuki
Kazuki Kuranuki (倉貫 一毅 Kuranuki Kazuki?), född 10 november 1978 i Shiga prefektur, är en japansk fotbollsspelare.
Kuranuki började sin karriär 1997 i Júbilo Iwata. 2000 flyttade han till Ventforet Kofu. Han spelade 246 ligamatcher för klubben. Efter Ventforet Kofu spelade han för Kyoto Sanga FC, Tokushima Vortis och Gainare Tottori. Han avslutade karriären 2014.